# 纤维蛋白降解产物
纤维蛋白降解产物（FDP），也称为纤维蛋白分裂产物，是血栓退化所产生的血液成分。伤口处的凝血产生大量纤维蛋白线，成为网状保留在原处，随着伤口愈合，凝血速度减慢，最终血栓被纤溶酶溶解。當凝塊和纖維蛋白網溶解時，蛋白質碎片釋放到體內，這些片段就是纖維蛋白降解產物或（FDP）。如果體內無法溶解血栓，則FDP水平可能產生異常。纖維蛋白降解產物最著名的亞型是D-二聚体。
血栓事件后FDP水平都会升高。
纤维蛋白和纤维蛋白原降解产物（FDP）测试通常用于诊断弥散性血管内凝血。

## 肿瘤标志物
肿瘤标记物AMDL-ELISA DR-70（FDP），现更名为Onko-Sure，于2008年7月1日获得FDA批准，仅用于体外诊断和监测结直肠癌系列测试，当癌胚抗原（CEA）浓度较低时，Onko-Sure的有效性可提高50%。Onko-Sure血液检测还可以检测肿瘤/癌症：肺癌、乳腺癌、胃癌、肝癌、结肠癌；直肠癌、卵巢癌、食管癌、宫颈癌、滋养细胞癌、甲状腺癌、恶性淋巴瘤和胰腺癌。  

## 相关
- 纤维蛋白溶解